# Brügg
Brügg (in einheimischer Mundart [ˈb̥ɾʏk]) ist ein Dorf und eine politische Gemeinde im Verwaltungskreis Biel/Bienne des Schweizer Kantons Bern.

## Geographie
Die Nachbargemeinden von Brügg im Norden beginnend im Uhrzeigersinn sind Orpund, Schwadernau, Aegerten, Nidau und Biel/Bienne. Die südliche Gemeindegrenze bildet die Aare im Nidau-Büren-Kanal. Mit dem Regulierwehr Port wird der Seespiegel von Bielersee, Neuenburgersee und Murtensee geregelt, in einer Schleuse können Schiffe passieren. Das Kraftwerk Brügg produziert seit 1995 Strom.

## Bevölkerung
| Bevölkerungsentwicklung | Bevölkerungsentwicklung |
| Jahr                    | Einwohner               |
| ----------------------- | ----------------------- |
| 1764                    | 240                     |
| 1850                    | 451                     |
| 1900                    | 1092                    |
| 1950                    | 1537                    |
| 1990                    | 4264                    |
| 2000                    | 4011                    |
| 2010                    | 4156                    |
| 2023                    | 4543                    |

Brügg ist zu 82,85 % eine deutschsprachige Gemeinde. 7,3 % sind französischsprachig.

## Politik
Die Legislative der Gemeinde ist die zweimal jährlich stattfindende Gemeindeversammlung.
Als Exekutive fungiert der siebenköpfige Gemeinderat, dem auch der Gemeindepräsident angehört. Er wird von den Stimmberechtigten alle vier Jahre im Proporz gewählt. Seit der Wahl von Oktober 2024 setzt er sich wie folgt zusammen: 3 Ortsvereinigung, 2 SP PLUS, 1 SVP, 1 Brügg4you. Gemeindepräsident ist Franz Kölliker (Ortsvereinigung).
Die Stimmenanteile der Parteien anlässlich der Nationalratswahl 2023 betrugen: SVP 27,9 % (+4,0 %), SP 23,2 % (+0,2 %), GPS 12,8 % (−3,7 %), glp 11,5 % (+1,7 %), FDP 9,0 % (+4,2 %), Mitte 7,0 % (−4,1 %), EVP 3,4 % (−0,2 %), EDU 1,7 % (+0,4 %).

## Versorgung
Wasser
Brügg ist eine Verbandsgemeinde der Seeländischen Wasserversorgung.

## Verkehr

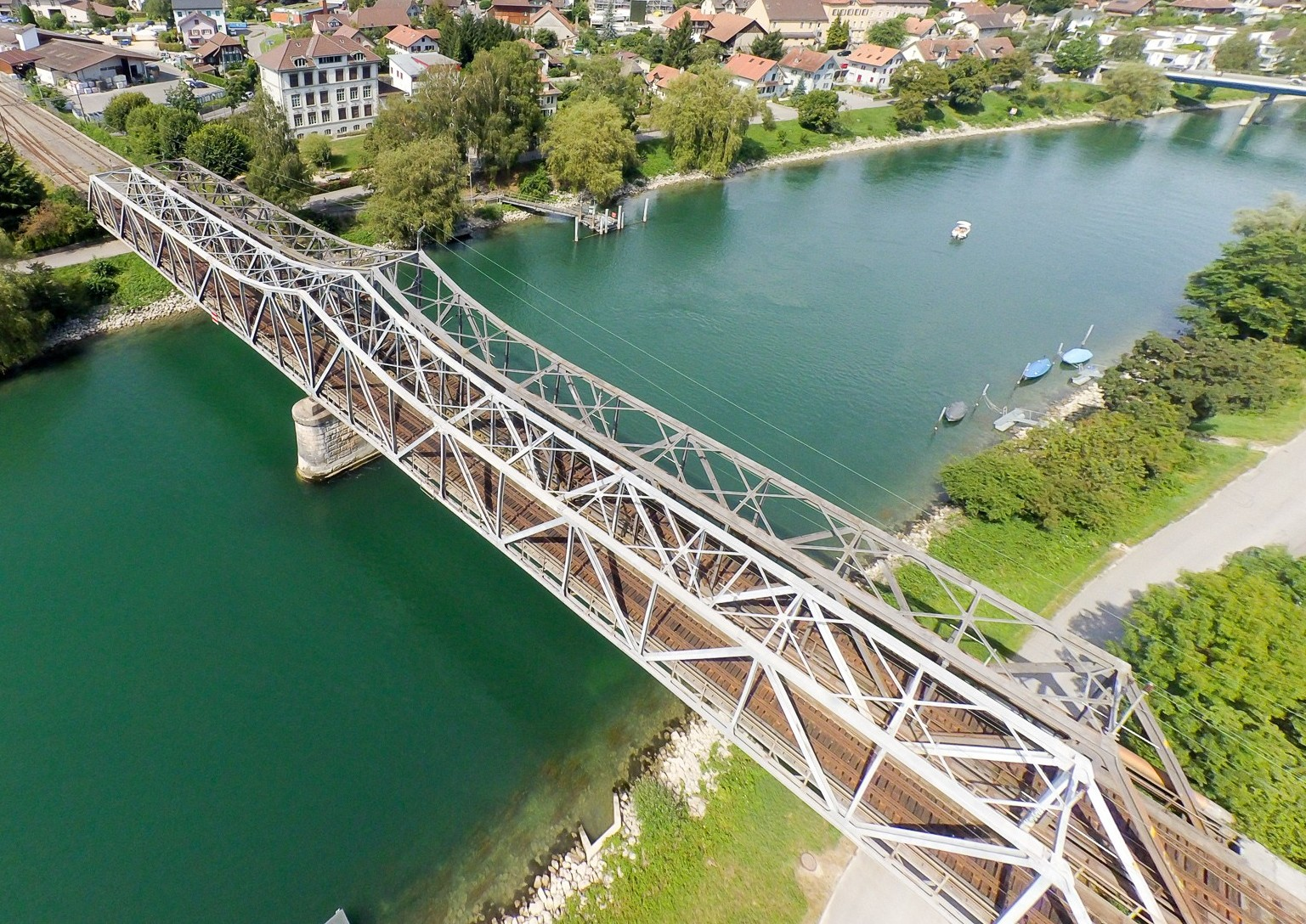
Stahleisenbahnbrücke über die Aare zwischen Brügg und Aegerten

Seit 1864 besitzt Brügg einen Bahnhof an der Linie Biel–Bern. Eine Eisenbahnbrücke von 1928 führt die Bahn über den Nidau-Büren-Kanal Richtung Aegerten. Es handelt sich um die erste Eisenfachwerkbrücke der SBB, welche aus Siliziumstahl gefertigt wurde. Die ursprünglich einspurige Brücke wurde 1966 auf zwei Spuren verdoppelt, indem auf der Westseite eine fast identische Brücke ergänzt wurde.
Brügg wird von mehreren Buslinien der Verkehrsbetriebe Biel (VB) bzw. der Aare Seeland mobil AG (asm) bedient. Die Linien 2 (Brügg–Orpundplatz), 12 (Brügg–Bözingenfeld), 74 (Biel Bahnhof–Lyss) und 75 (Biel Bahnhof–Orpund) verbinden Brügg mit der Stadt Biel und weiteren Gemeinden im Seeland. Ein Nachtbus (Moonliner-Linie M10) auf der Linie Bern–Biel–Bern bedient Brügg jeweils in den Wochenendnächten (Freitag und Samstag).
In der Nähe der Eisenbahnbrücke befindet sich die Anlegestelle der Bielersee-Schifffahrts-Gesellschaft für die Kursschiffe auf der Linie Biel–Solothurn (Aarefahrt).
Brügg ist an das Autobahnnetz angeschlossen. Die Autobahnverzweigung Brüggmoos im Westen der Gemeinde verbindet die Autobahnen A5 und A6. Die Autobahnausfahrt Brügg liegt unmittelbar östlich der Verzweigung.

## Geschichte
Auf dem Gemeindegebiet befinden sich Grabhügel aus der Hallstattzeit. Eine Brücke über die Zihl ist für das 4. Jahrhundert nachgewiesen, die das Motiv für den 1260 erstmals als Bruchga erwähnten Ortsnamen vorgab, im Laufe der Zeit aber verfiel und im Mittelalter durch eine Fähre ersetzt wurde.
1834 wurde eine Holzbrücke nach Aegerten geschlagen. Die heute bestehende Betonbrücke entstand 1969. Ihre Vorgängerin war aus Eisen konstruiert und datierte aus dem Jahr 1868. Zwischen 1868 und 1878 wurden die Juragewässer zum ersten Mal korrigiert. Überschwemmungen und Versumpfung wurden unter der Leitung des in Brügg heimatberechtigten Johann Rudolf Schneider erfolgreich bekämpft. Schneider ging als «Hauptförderer der Seelandentsumpfung» in die Geschichte ein.
Die Bahnlinie zwischen Biel und Bern wurde 1865 in Betrieb genommen. Die Einwohnerzahl der Gemeinde stieg zwischen 1800 und 1950 von 325 auf 1537 an. Danach entwickelte sich Brügg mit der Ansiedlung verschiedener Industriebetriebe und dem Ausbau der Gewerbezone rasant.

## Persönlichkeiten
- Johann Rudolf Schneider (1804–1880), Arzt und Politiker
- Edouard Heuer (1840–1892), Uhrmacher, Unternehmer, heute TAG Heuer
- Hans Walter (1912–1992), Schriftsteller
- Michael Kühntopf (* 1957), Publizist
- Kristina Fuchs (* 1970), Jazzsängerin und -komponistin
- Marcel Fischer (* 1978), Olympiasieger im Fechten an den Olympischen Sommerspielen 2004 in Athen